# Trechosiella
Trechosiella is een geslacht van kevers uit de familie van de loopkevers (Carabidae). De wetenschappelijke naam van het geslacht is voor het eerst geldig gepubliceerd in 1960 door Jeannel.

## Soorten
Het geslacht Trechosiella omvat de volgende soorten:
- Trechosiella basilewskyi Jeannel, 1960
- Trechosiella katicola Jeannel, 1964
- Trechosiella laetula (Peringuey, 1899)
- Trechosiella macroptera Casale, 1986
- Trechosiella scotti (Jeannel, 1937)